# Seznam naravnih spomenikov Slovenije
Naravni spomeniki so območja naravne krajine, ki jih je zaradi okoljskega pomena za spomenike razglasila lokalna oz. državna uprava in predpisala pogoje bivanja, delovanja ter obiskovanja takšnih območij. Po podatkih Agencije Republike Slovenije za okolje je bilo leta 2012 v Sloveniji 1276 naravnih spomenikov.

## Zgledi
- Ajdna nad Potoki
- Botanični vrt Ljubljana
- Alpski botanični vrt Juliana
- Kraški botanični vrt
- Pot spominov in tovarištva (tudi: Pot okoli Ljubljane),
- Debeli rtič
- Alpski botanični vrt na Dobraču,
- Mofete Strmec
- Grajski grič
- Stražunski gozd
- Velika ledena jama v Paradani